# Coccochondra
Coccochondra es un género de plantas con flores perteneciente a la familia Rubiaceae, es endémico de Venezuela. 

## Especies seleccionadas
- Coccochondra carrenoi (Steyerm.) C.M.Taylor
- Coccochondra durifolia (Standl.) C.M.Taylor
- Coccochondra laevis (Steyerm.) Rauschert
  - Coccochondra laevis subsp. laevis
  - Coccochondra laevis subsp. maigualidae J.H.Kirkbr.
- Coccochondra phelpsiana (Steyerm.) C.M.Taylor

## Sinónimo
- Chondrococcus